# Hisukattus simplex
Hisukattus simplex är en spindelart som först beskrevs av Mello-Leitao 1944.  Hisukattus simplex ingår i släktet Hisukattus och familjen hoppspindlar. Inga underarter finns listade i Catalogue of Life.